# لورنزو لورين لانجستروث
لورنزو لورين لانجستروث (بالإنجليزية: L. L. Langstroth)‏ (25 ديسمبر 1810 - 6 أكتوبر 1895) كان نحّالًا، ورجل دين، ومعلمًا أمريكيًا، يُعتبر "أبو تربية النحل الأمريكية". اشتهر باكتشافه لمفهوم "المسافة النحلية"، وهي المسافة التي يتركها النحل دائمًا بين الأقراص الشمعية، والتي تُقدَّر بحوالي 0.6 إلى 0.9 سم، وتُعتبر ضرورية لحركة النحل داخل الخلية. استنادًا إلى هذا الاكتشاف، صمّم لانجستروث خلية ذات إطارات متحركة تُعرف اليوم بخلية لانجستروث، والتي أصبحت المعيار في تربية النحل الحديثة.